# 19291 Карелземан
19291 Карелземан (19291 Karelzeman) — астероїд головного поясу, відкритий 6 червня 1996 року.
Тіссеранів параметр щодо Юпітера — 3,125.